# Orchis chabalensis
Orchis chabalensis är en orkidéart som beskrevs av Brigitte Baumann och Al. Orchis chabalensis ingår i släktet nycklar, och familjen orkidéer. Inga underarter finns listade i Catalogue of Life.